# Voenspetsy
Les voenspetsy (« spécialistes militaires ») est le nom donné aux anciens officiers de l'armée tsariste, qui volontairement ou non, se sont mis au service de l'Armée rouge après la révolution bolchevique en Russie.

## Histoire
Ils apparaissent dès les pourparlers de Brest-Litovsk entre Soviétiques et Allemands pour mettre fin au conflit, à l'hiver 1917-1918. Puis, avec l'accord du pouvoir bolchevique, des milliers d'entre eux sont intégrés à la nouvelle Armée rouge avec la reprise des opérations militaires en février 1918. Le général Mikhail Bontch-Brouïevitch, frère de Vladimir Bontch-Brouïevitch, le secrétaire de Lénine, qui dirigeait le front Nord dans l'armée impériale, défend ainsi Petrograd (actuelle Saint-Pétersbourg). 
Malgré l'opposition de l'aile gauche des Bolcheviques, Trotsky, créateur et alors principal commandant de l'Armée rouge, donne des ordres en mars et avril 1918 pour favoriser leur intégration. À la fin de l'année 1918, on estime qu'ils constituent plus de 75 % des officiers et 100 % des chefs d'état-major de l'armée bolchevique. Les opposants aux voennspetsy doutaient de leur loyauté mais surtout prônaient une guerre de guérilla et non une guerre classique en ligne. 
Ces opposants demandèrent à Lénine et à Trotsky ce qui dans les écrits de Marx ou Engels justifiaient de faire appel à ces officiers de l'ancien régime. Ce à quoi Lénine répondit qu'il ne pouvait y avoir d'écrits sur le sujet car le problème s'est posé lors de la création de l'Armée rouge. Certains mettaient aussi en doute leurs compétences. Ainsi Mikhail Tukhachevsky, pourtant ancien officier tsariste lui-même, écrivit à Lénine que le nouveau régime ne pourrait avoir le meilleur des officiers. Il soulignait que dans son ensemble, les officiers de l'armée impériale étaient mal formés et donc professionnellement incompétents et que les bons officiers étaient soit morts sur le front lors de la Première Guerre mondiale, soit partis rejoindre les Armées blanches. Lénine et Trotsky répondirent que les opposants sous-estimaient le rôle joué par les voennspetsy, qu'ils n'arrivaient pas à percevoir la valeur de la « science militaire bourgeoise », que, face à l'urgence et avec un contrôle approprié de leur loyauté, ils les voyaient comme nécessaires à la survie de l'Armée rouge. Les deux dirigeants soviétiques doutaient aussi d'une victoire par une guerre de guérilla. Lénine répète plusieurs fois jusqu'à sa mort que, sans les voennspetsy, l'Armée rouge n'aurait pu se maintenir et la révolution bolchevique aurait échoué. 
Mais, durant la guerre civile, les Bolcheviques vont procéder à une formation accélérée d'« officiers rouges » issus des classes paysannes et populaires et fidèles au Parti. En 1921, les voennspetsy ne constituent plus qu'un tiers des officiers de l'armée. Peu d'entre-eux survivent à la terreur stalinienne, à l'exception notable de Boris Chapochnikov (1882-1945), élevé maréchal de l'Union soviétique en 1940, chef d'état-major de l'Armée rouge et conseiller de Staline jusqu'en 1942.     
Si certains voenspetsy étaient contraints (par exemple par le chantage sur leur famille), d'autres s'engageront par patriotisme. Ainsi un des plus célèbres, le général Broussilov écrit dans ses mémoires secrètes à destination de l'émigration blanche « Vous êtes loin. Incapables de juger la Russie d'aujourd'hui [...]. Je n'ai pas abandonné la Russie. Quand sa mère est malade, on ne l'abandonne pas. [...] Je crois fermement à ceci: la vie des hommes se mesure en décennies, celles des nations en siècles. La Russie qui, sous ce gouvernement provisoire puis avec l'intervention étrangère, était menacée de démembrement; cette Russie est toujours là et [...] c'est l'Armée rouge qui la défend. ».

## Quelques voenspetsy notables
- Amiral Vassily Mikhaïlovitch Altfater (1883-1919)
- Général Mikhail Bontch-Brouïevitch (1870-1956)
- Général Alexeï Broussilov (1853-1926)
- Général Boris Chapochnikov (1882-1945)
- Konstantin Rokossovski (1896-1968), engagé volontaire dans l'armée tsariste, fait officier en 1917
- Général Nikolaï Petrovitch Mikhnevitch
- Général Andreï Snesarev (1865-1937)